# Archiprezbiterat Anadia
Archiprezbiterat Anadia − jeden z 10 wikariatów diecezji Aveiro, składający się z 12 parafii:
- Parafia w Aguim
- Parafia w Ancas
- Parafia w Arcos
- Parafia w Avelãs de Cima
- Parafia w Mogofores
- Parafia w Moita
- Parafia w Óis do Bairro
- Parafia w Paredes do Bairro
- Parafia w São Lourenço do Bairro
- Parafia w Tamengos
- Parafia w Vila Nova de Monsarros
- Parafia w Vilarinho do Bairro